# Leichtathletik-Weltmeisterschaften 2003/Marathon der Männer
Der Marathonlauf der Männer bei den Leichtathletik-Weltmeisterschaften 2003 wurde am 30. August in den Straßen der französischen Hauptstadt Paris ausgetragen.
Weltmeister wurde der Marokkaner Jaouad Gharib. Er gewann vor dem spanischen EM-Dritten von 1998 Julio Rey, der ab 1999 eine zweijährige Dopingsperre hinter sich hatte. Wie schon bei den Weltmeisterschaften zwei Jahre zuvor ging Bronze an den italienischen Europameister von 1998 Stefano Baldini.
Außerdem gab es wieder eine Teamwertung, den sogenannten Marathon-Cup. Entsprechend hoch war die Teilnehmerzahl. Erlaubt waren fünf Läufer je Nation, von denen für die Wertung die Zeiten der jeweils besten drei addiert wurden. Dieser Wettbewerb zählte allerdings nicht zum offiziellen Medaillenspiegel. Es siegte die Mannschaft aus Japan vor Italien und Südafrika.

## Rekorde / Bestleistungen

### Bestehende Rekorde / Bestleistungen

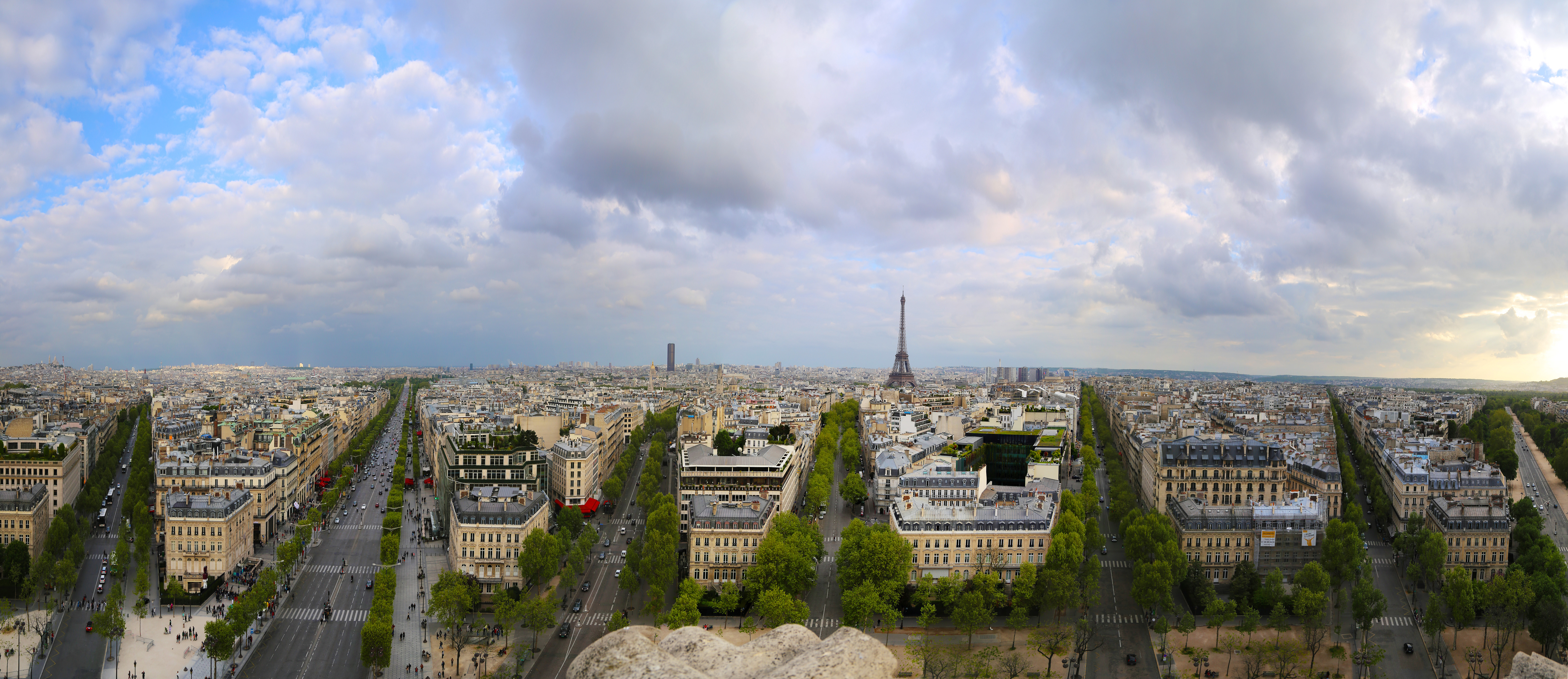
Panoramablick vom Triumphbogen auf Paris

| Weltrekord | 2:05:38 h | Khalid Khannouchi  | London-Marathon 2002, Großbritannien | 14. April 2002  |
| WM-Rekord  | 2:10:03 h | Robert de Castella | WM in Helsinki, Finnland             | 14. August 1983 |

Anmerkung:
Rekorde wurden im Marathonlauf und Straßengehen wegen der unterschiedlichen Streckenbeschaffenheiten mit Ausnahme von Meisterschaftsrekorden über viele Jahrzehnte hinweg nicht geführt. Khalid Khannouchi erzielte 2002 mit seiner Zeit den ersten offiziellen Weltrekord auf der Marathondistanz.

### Rekordverbesserung
Der marokkanische Weltmeister Jaouad Gharib verbesserte den bestehenden WM-Rekord im Rennen am 30. August um 1:32 Minuten auf 2:08:31 min.
Außerdem wurden fünf Landesrekorde aufgestellt:
- 2:14:52 h – Asaf Bimro, Israel
- 2:15:20 h – Al Mustafa Riyadh, Bahrain
- 2:16:31 h – Ahmed Adam Saleh, Katar
- 2:18:06 h – Ernest Ndjissipou, Zentralafrikanische Republik
- 2:26:39 h – Bat-Otschiryn Ser-Od, Mongolei

## Ergebnis

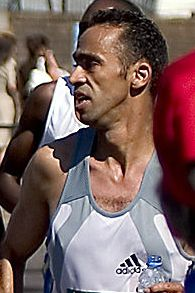
Weltmeister Jaouad Gharib

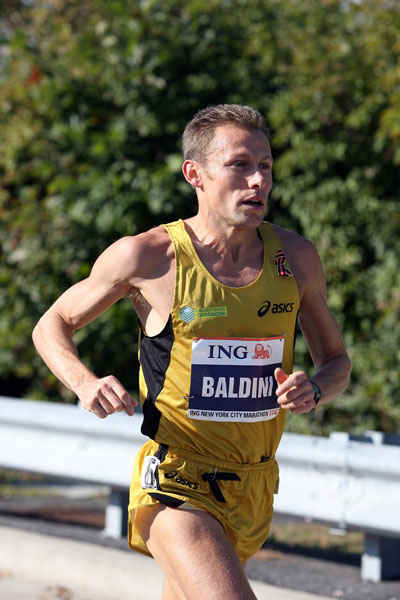
Zum zweiten Mal Bronze nach 2001 für den Europameister von 1998 Stefano Baldini

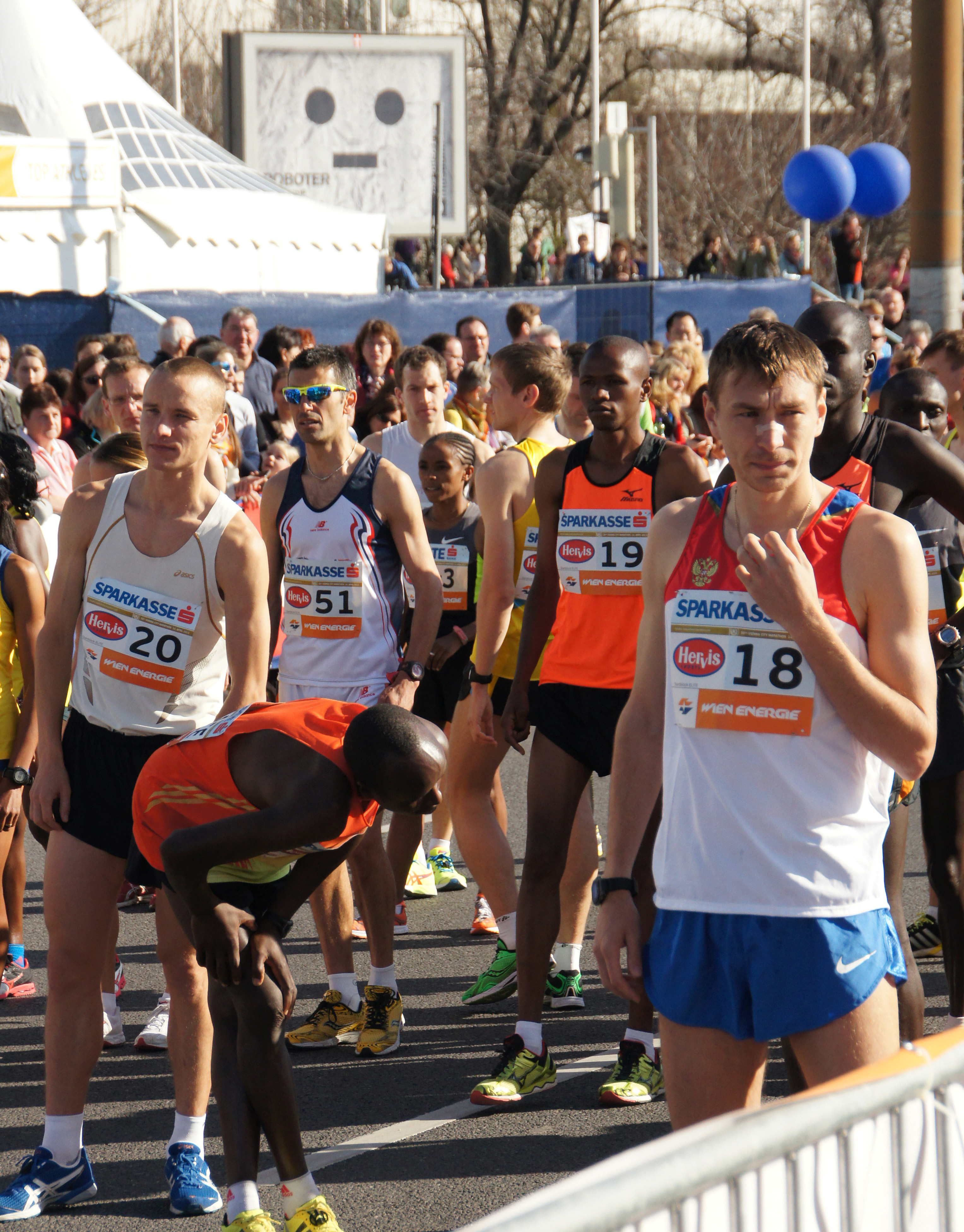
Daniele Caimmi (zweite Reihe, Nr. 51) – Platz sechs

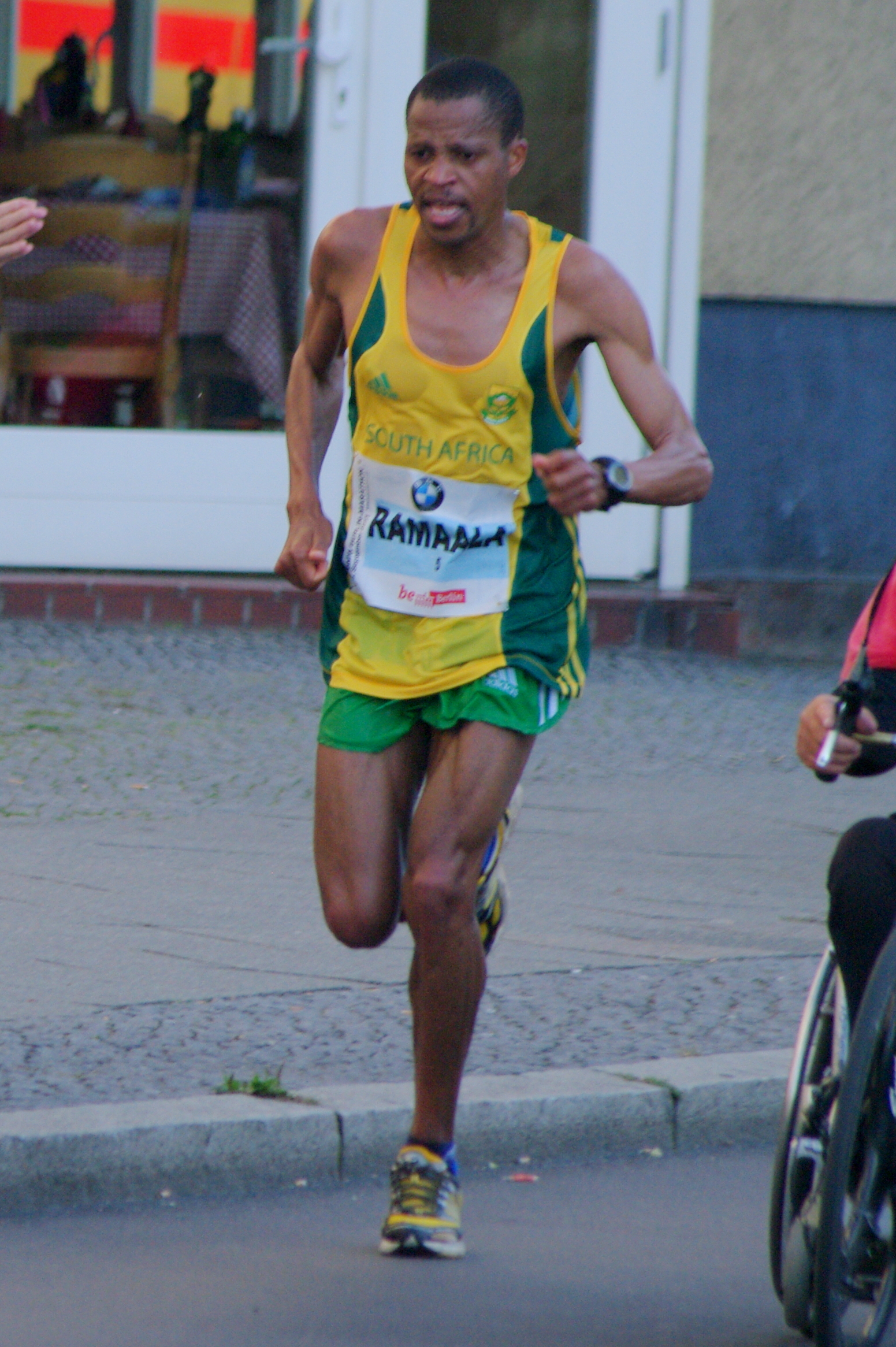
Hendrick Ramaala – Platz neun

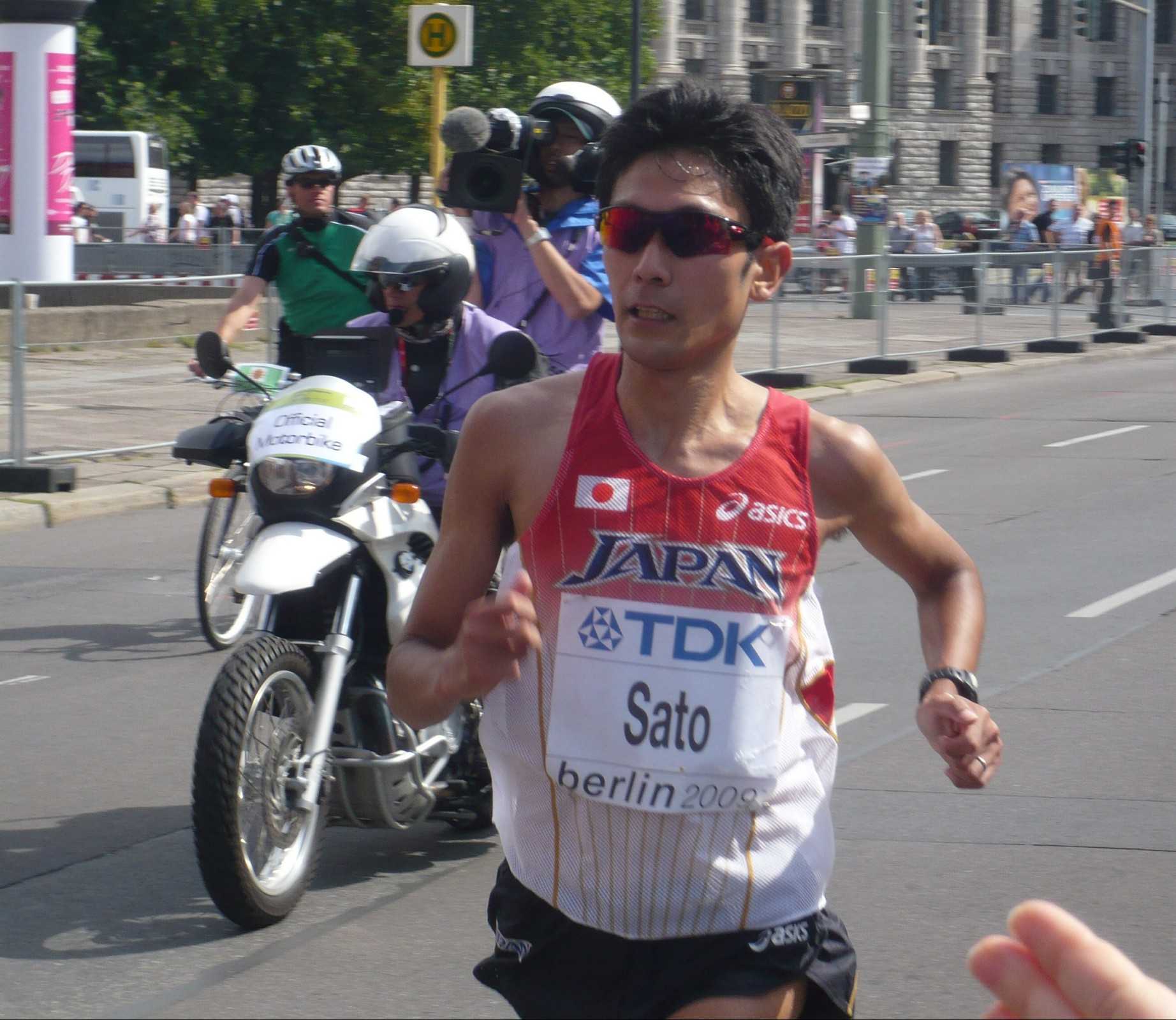
Atsushi Satō – Platz zehn

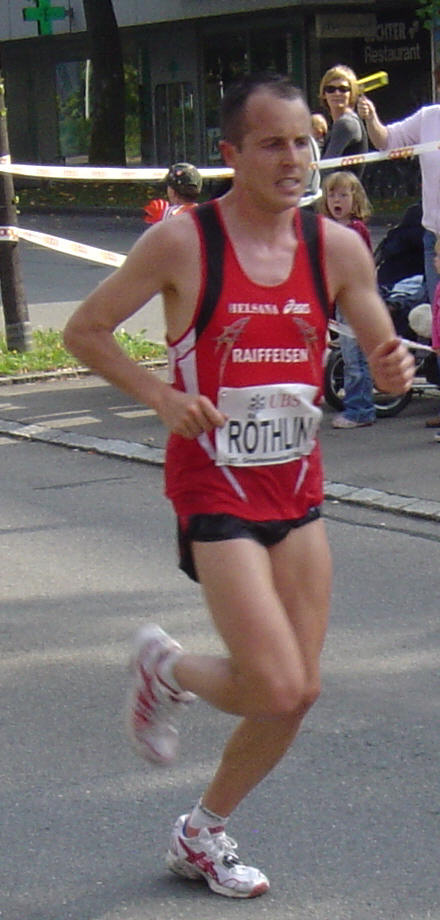
Viktor Röthlin – Platz vierzehn

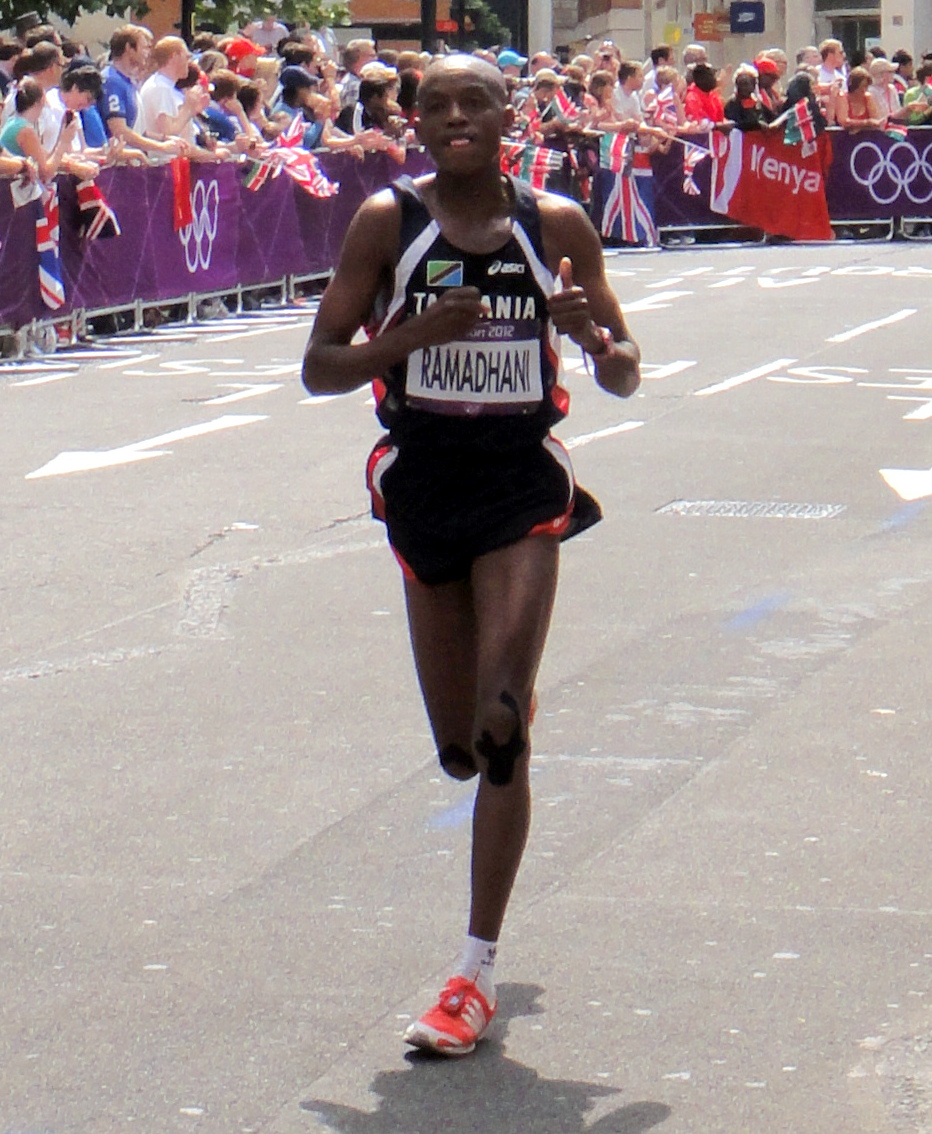
Samson Ramadhani – Platz fünfzehn

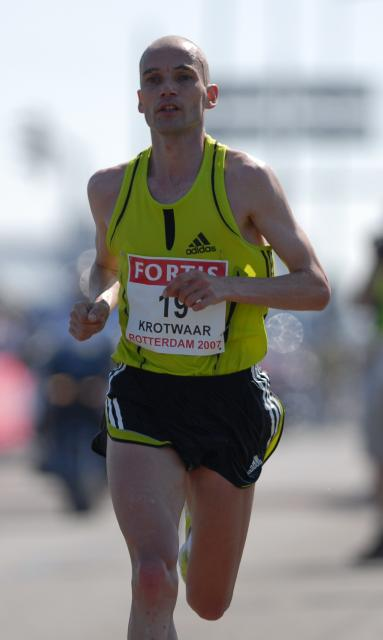
Luc Krotwaar – Platz zwanzig

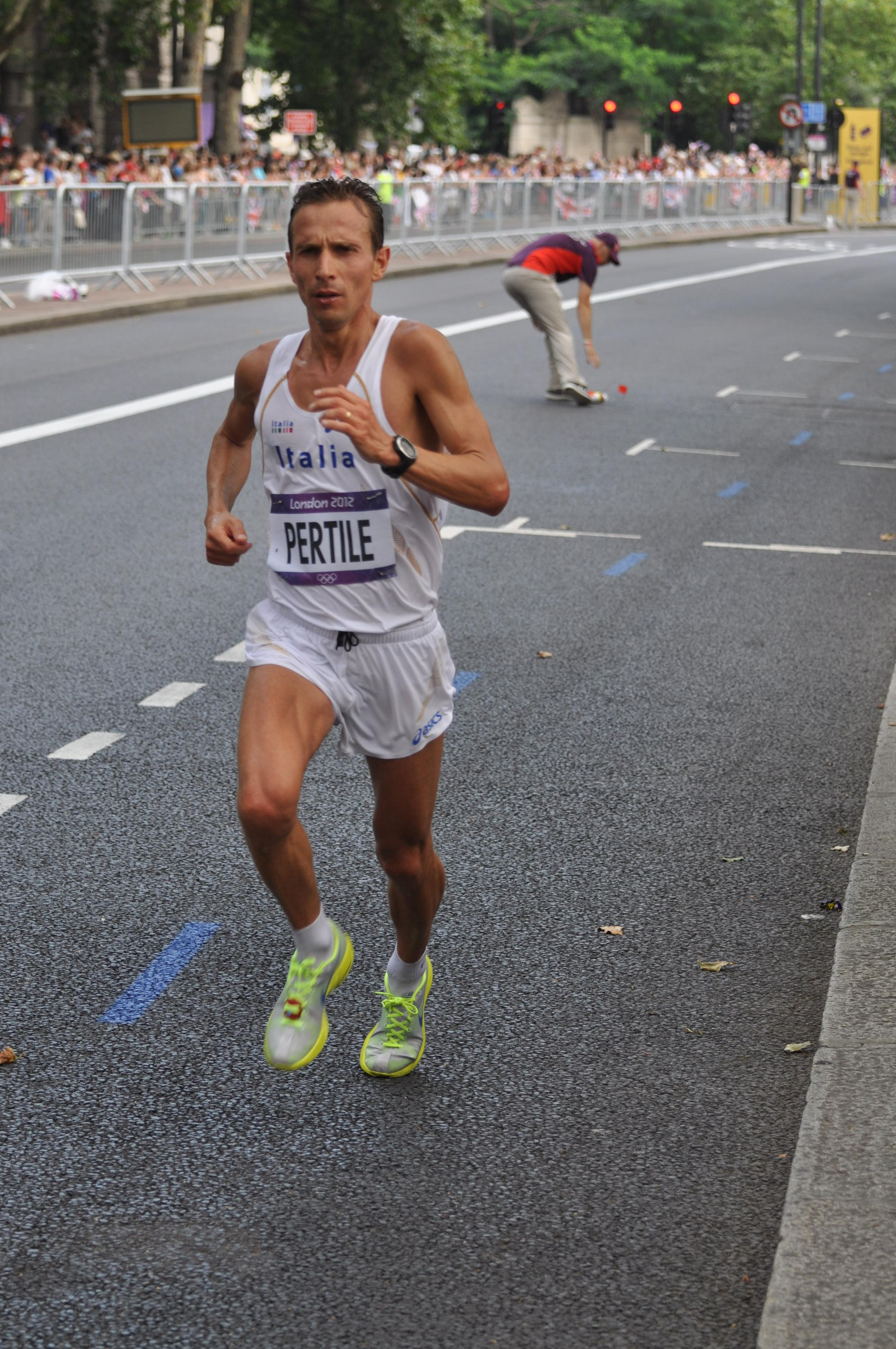
Ruggero Pertile – Platz 23

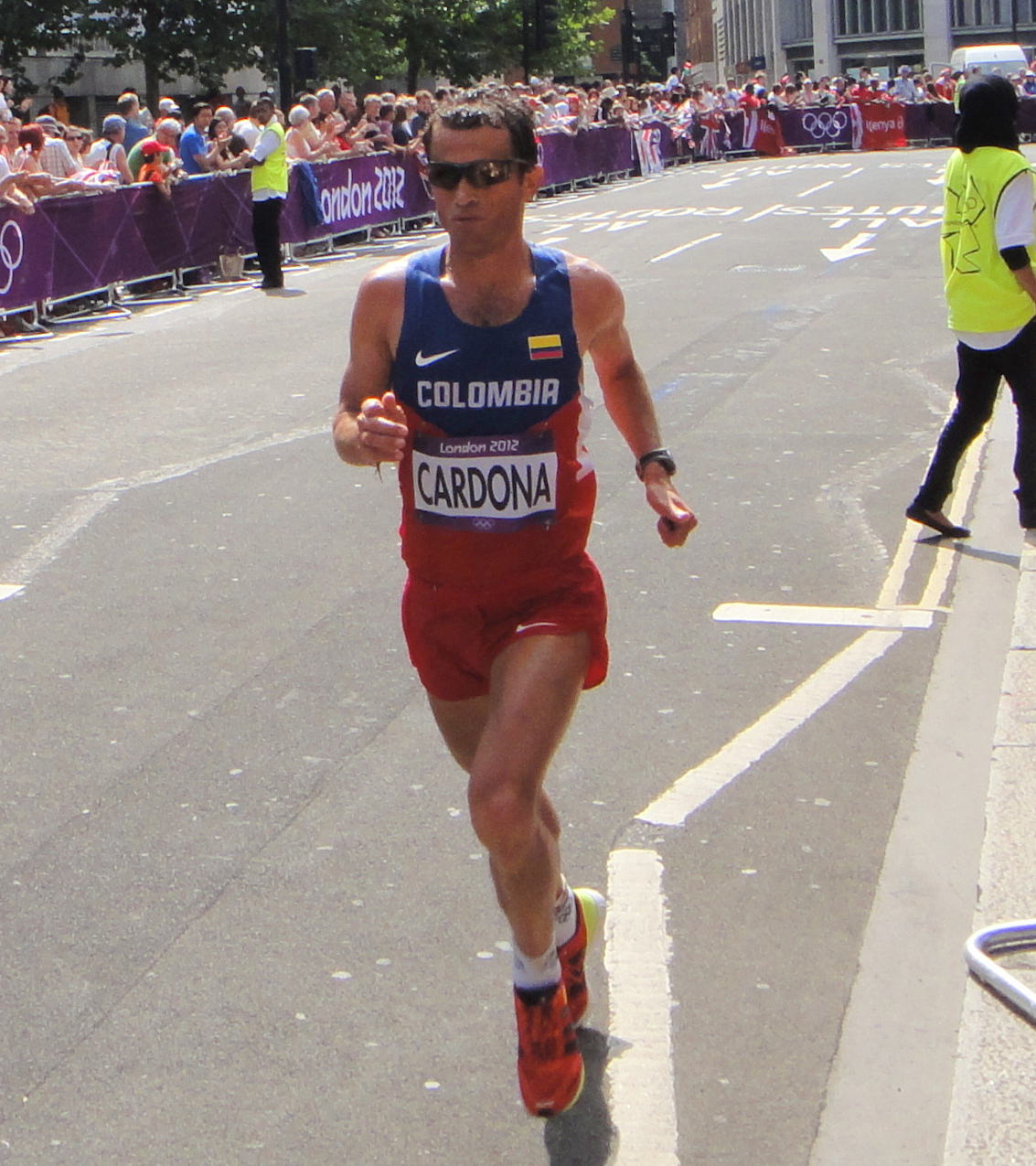
Juan Carlos Cardona – Platz 28

30. August 2003, 14:20 Uhr
| Platz | Athlet                  | Land                         | Zeit (h)   |
| ----- | ----------------------- | ---------------------------- | ---------- |
|       | Jaouad Gharib           | Marokko                      | 2:08:31 CR |
|       | Julio Rey               | Spanien                      | 2:08:38    |
|       | Stefano Baldini         | Italien                      | 2:09:14    |
| 04    | Alberto Chaíça          | Portugal                     | 2:09:25    |
| 05    | Shigeru Aburaya         | Japan                        | 2:09:26    |
| 06    | Daniele Caimmi          | Italien                      | 2:09:29    |
| 07    | Ian Syster              | Südafrika                    | 2:10:17    |
| 08    | Michael Kosgey Rotich   | Kenia                        | 2:10:35    |
| 09    | Hendrick Ramaala        | Südafrika                    | 2:10:37    |
| 10    | Atsushi Satō            | Japan                        | 2:10:38    |
| 11    | Lee Bong-ju             | Südkorea                     | 2:10:38    |
| 12    | Tsuyoshi Ogata          | Japan                        | 2:10:39    |
| 13    | Rachid Ghanmouni        | Marokko                      | 2:10:56    |
| 14    | Viktor Röthlin          | Schweiz                      | 2:11:14    |
| 15    | Samson Ramadhani        | Tansania                     | 2:11:21    |
| 16    | José Manuel Martínez    | Spanien                      | 2:11:31    |
| 17    | Lee Troop               | Australien                   | 2:11:46    |
| 18    | Rachid Ziar             | Algerien                     | 2:11:58    |
| 19    | Ambesse Tolosa          | Äthiopien                    | 2:12:19    |
| 20    | Luc Krotwaar            | Niederlande                  | 2:12:28    |
| 21    | Kōji Shimizu            | Japan                        | 2:13:19    |
| 22    | Alberico di Cecco       | Italien                      | 2:13:36    |
| 23    | Ruggero Pertile         | Italien                      | 2:13:45    |
| 24    | Nikolaos Polias         | Griechenland                 | 2:13:53    |
| 25    | Larbi Zeroual           | Frankreich                   | 2:14:29    |
| 26    | Ashebir Demissie        | Äthiopien                    | 2:14:32    |
| 27    | Asaf Bimro              | Israel                       | 2:14:52 NR |
| 28    | Juan Carlos Cardona     | Kolumbien                    | 2:14:52    |
| 29    | Joachim Nshimirimana    | Burundi                      | 2:14:57    |
| 30    | Gert Thys               | Südafrika                    | 2:15:00    |
| 31    | Al Mustafa Riyadh       | Bahrain                      | 2:15:20 NR |
| 32    | Kevin Collins           | USA                          | 2:15:38    |
| 33    | Karl Johan Rasmussen    | Norwegen                     | 2:16:00    |
| 34    | Abdelhakim Bagy         | Frankreich                   | 2:16:06    |
| 35    | Andrew Letherby         | Australien                   | 2:16:12    |
| 36    | Antoni Bernadó          | Andorra                      | 2:16:19    |
| 37    | Ahmed Adam Saleh        | Katar                        | 2:16:31 NR |
| 38    | Khalid Skah             | Marokko                      | 2:16:34    |
| 39    | Clinton Verran          | USA                          | 2:16:42    |
| 40    | Lee Myong-seun          | Südkorea                     | 2:16:46    |
| 41    | Roderic de Highden      | Australien                   | 2:16:56    |
| 42    | Philippe Rémond         | Frankreich                   | 2:17:35    |
| 43    | Dawit Terefa            | Äthiopien                    | 2:17:53    |
| 44    | Yusuf Zepak             | Türkei                       | 2:18:02    |
| 45    | Ernest Ndjissipou       | Zentralafrikanische Republik | 2:18:06 NR |
| 46    | Mytahar Echchadi        | Marokko                      | 2:18:12    |
| 47    | Keith Dowling           | USA                          | 2:18:17    |
| 48    | Alberto Juzdado         | Spanien                      | 2:18:34    |
| 49    | Mathias Ntawulikura     | Ruanda                       | 2:18:44    |
| 50    | Jose Ernani Palalia     | Mexiko                       | 2:20:03    |
| 51    | Nicholas Harrison       | Australien                   | 2:20:16    |
| 52    | Ji Young-joon           | Südkorea                     | 2:20:21    |
| 53    | Migidio Bourifa         | Italien                      | 2:21:12    |
| 54    | Carlos Grisales         | Kolumbien                    | 2:22:34    |
| 55    | Shane Nankervis         | Australien                   | 2:23:12    |
| 56    | Vasiliy Medvedev        | Usbekistan                   | 2:23:39    |
| 57    | Foaad Ali Abubaker      | Katar                        | 2:23:40    |
| 58    | Julián Berrio           | Kolumbien                    | 2:24:03    |
| 59    | Roman Kejžar            | Slowenien                    | 2:24:20    |
| 60    | Driss El Himer          | Frankreich                   | 2:24:23    |
| 61    | Jumah Omar Al-Noor      | Katar                        | 2:24:33    |
| 62    | John Nada Saya          | Tansania                     | 2:25:49    |
| 63    | Bat-Otschiryn Ser-Od    | Mongolei                     | 2:26:39 NR |
| 64    | Jimmy Hearld            | USA                          | 2:26:59    |
| 65    | Jussi Utriainen         | Finnland                     | 2:29:03    |
| 66    | Francisco Javier Cortés | Spanien                      | 2:29:53    |
| 67    | Mpesela Ntlot'soeu      | Lesotho                      | 2:30:44    |
| 68    | Sokhibdjon Sharipov     | Tadschikistan                | 2:31:29    |
| 69    | Carlos Almeida          | Kap Verde                    | 2:33:31    |
| DNF   | Alejandro Gomez         | Spanien                      |            |
| DNF   | Haile Satayin           | Israel                       |            |
| DNF   | Teferi Wodajo           | Äthiopien                    |            |
| DNF   | Tobias Hiskia           | Namibia                      |            |
| DNF   | Frederick Cherono       | Kenia                        |            |
| DNF   | Omar Daher Ghadid       | Dschibuti                    |            |
| DNF   | Joao N’Tyamba           | Angola                       |            |
| DNF   | Ezael Thlobo            | Südafrika                    |            |
| DNF   | Josia Thugwane          | Südafrika                    |            |
| DNF   | Ambrose Makau           | Kenia                        |            |
| DNF   | Kemal Tuwaklyyew        | Turkmenistan                 |            |
| DNF   | Matthew O’Dowd          | Großbritannien               |            |
| DNF   | William Kiplagat        | Kenia                        |            |
| DNF   | Kim Yi-yong             | Südkorea                     |            |
| DNF   | Gezahegne Abera         | Äthiopien                    |            |
| DNF   | El-Mostafa Damaoui      | Marokko                      |            |
| DNF   | Moges Taye              | Äthiopien                    |            |
| DNF   | Amnaay Zebedayo Bayo    | Tansania                     |            |
| DNF   | Christopher Cheboiboch  | Kenia                        |            |
| DNF   | Ryan Shay               | USA                          |            |
| DNS   | Papy Ilunga             | Demokratische Republik Kongo |            |
| DNS   | Mwenze Kalombo          | Demokratische Republik Kongo |            |
| DNS   | Alain Nkulu             | Demokratische Republik Kongo |            |
| DNS   | Leonard NtalaMeso       | Demokratische Republik Kongo |            |
| DNS   | Benoît Zwierzchiewski   | Frankreich                   |            |

## Marathon-Cup
| Platz | Land       | Athleten                                               | Zeit (h) |
| ----- | ---------- | ------------------------------------------------------ | -------- |
| 1     | Japan      | Shigeru Aburaya Atsushi Satō Tsuyoshi Ogata            | 6:30:43  |
| 2     | Italien    | Stefano Baldini Daniele Caimmi Alberico di Cecco       | 6:32:19  |
| 3     | Südafrika  | Ian Syster Hendrick Ramaala Gert Thys                  | 6:35:54  |
| 4     | Marokko    | Jaouad Gharib Rachid Ghanmouni Khalid Skah             | 6:36:01  |
| 5     | Spanien    | Julio Rey José Manuel Martínez Alberto Juzdado         | 6:38:43  |
| 6     | Äthiopien  | Ambesse Tolosa Ashebir Demissie Dawit Terefa           | 6:44:44  |
| 7     | Australien | Lee Troop Andrew Letherby Roderic de Highden           | 6:44:54  |
| 8     | Südkorea   | Lee Bong-ju Lee Myong-seun Ji Young-joon               | 6:47:45  |
| 9     | Frankreich | Larbi Zeroual Abdelhakim Bagy Philippe Rémond          | 6:48:10  |
| 10    | USA        | Kevin Collins Clinton Verran Keith Dowling             | 6:50:37  |
| 11    | Kolumbien  | Juan Carlos Cardona Carlos Grisales Julián Berrio      | 7:01:29  |
| 12    | Katar      | Ahmed Adam Saleh Foaad Ali Abubaker Jumah Omar Al-Noor | 7:04:44  |

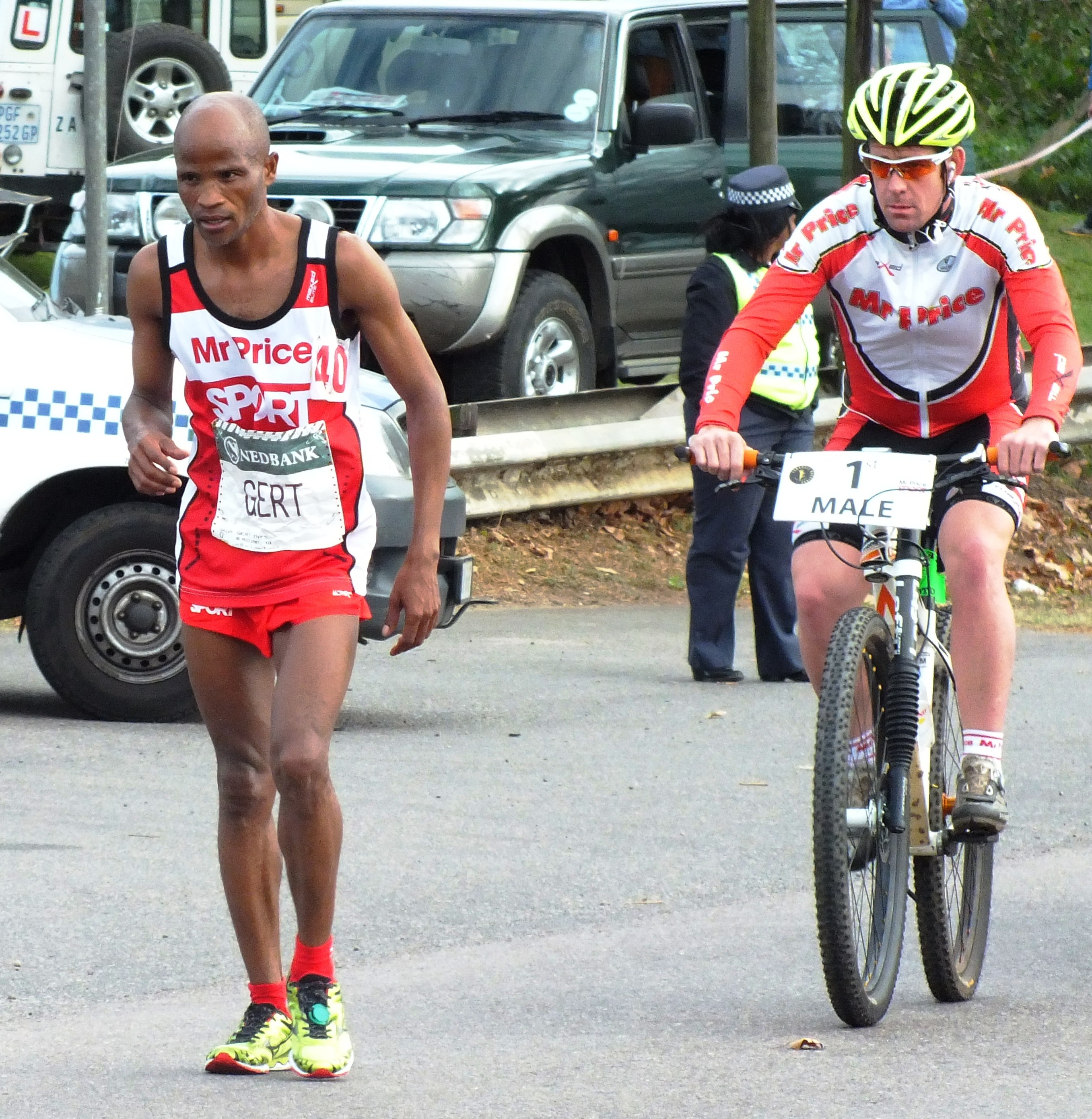
Gert Thys (auf dem Foto begleitet von einem Radfahrer) – Platz dreißig
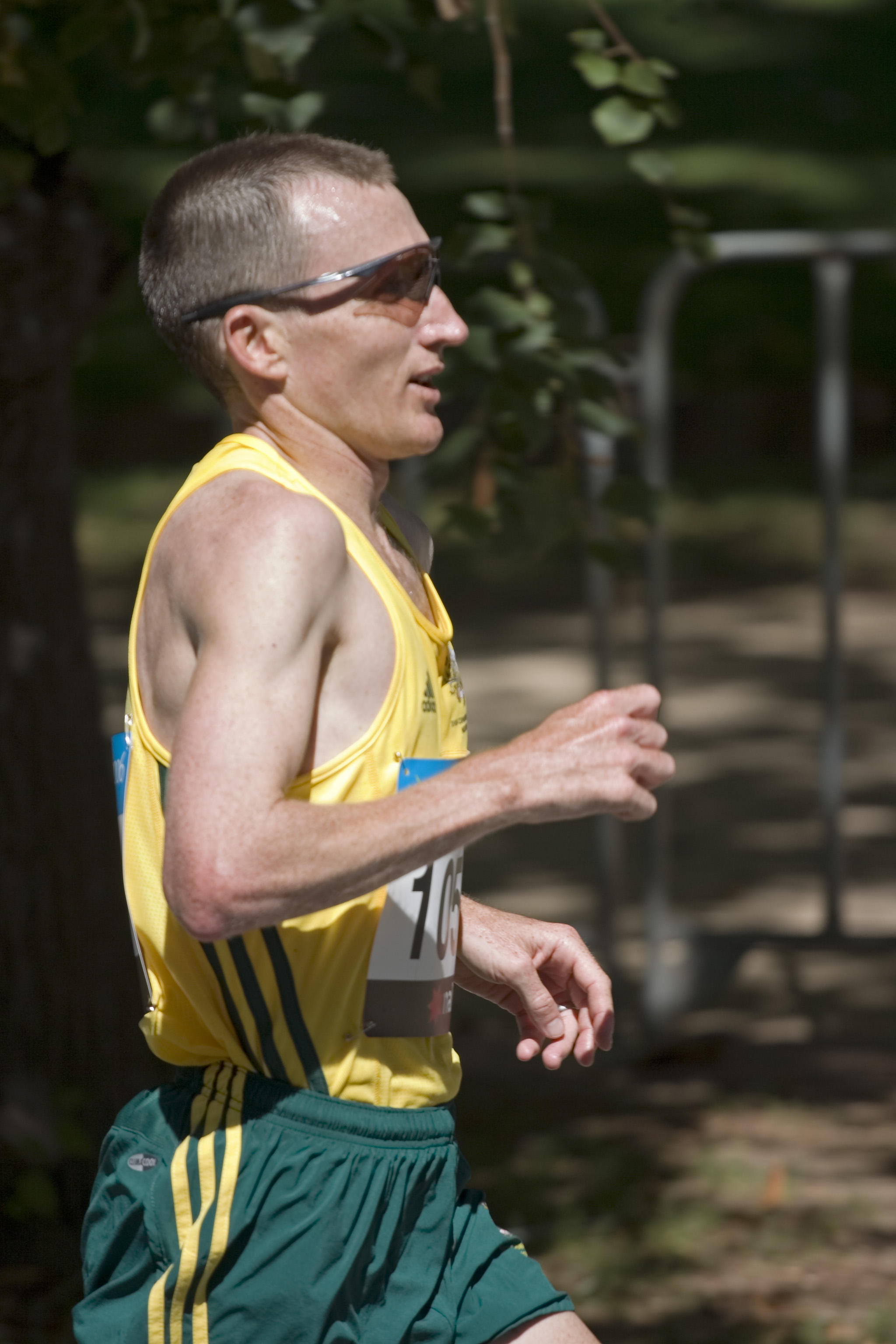
Andrew Letherby – Platz 35
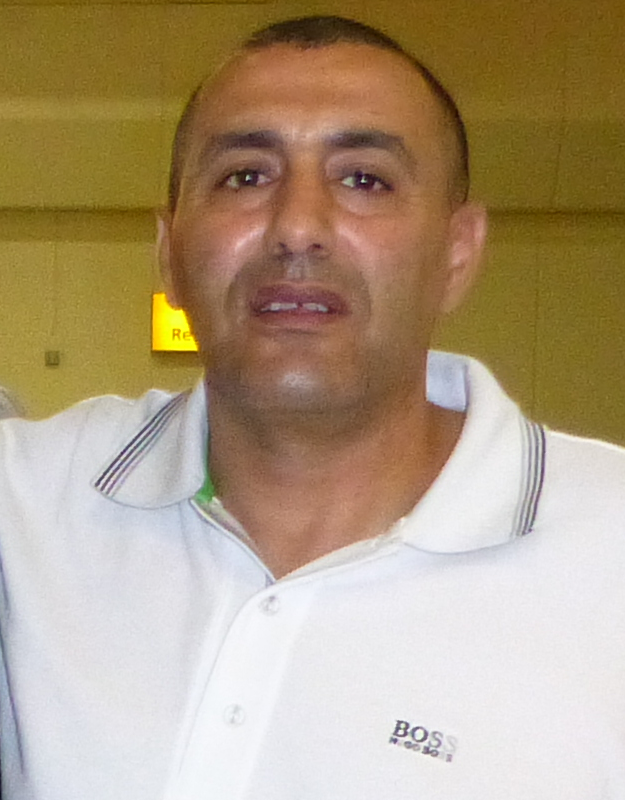
Khalid Skah – Platz 38
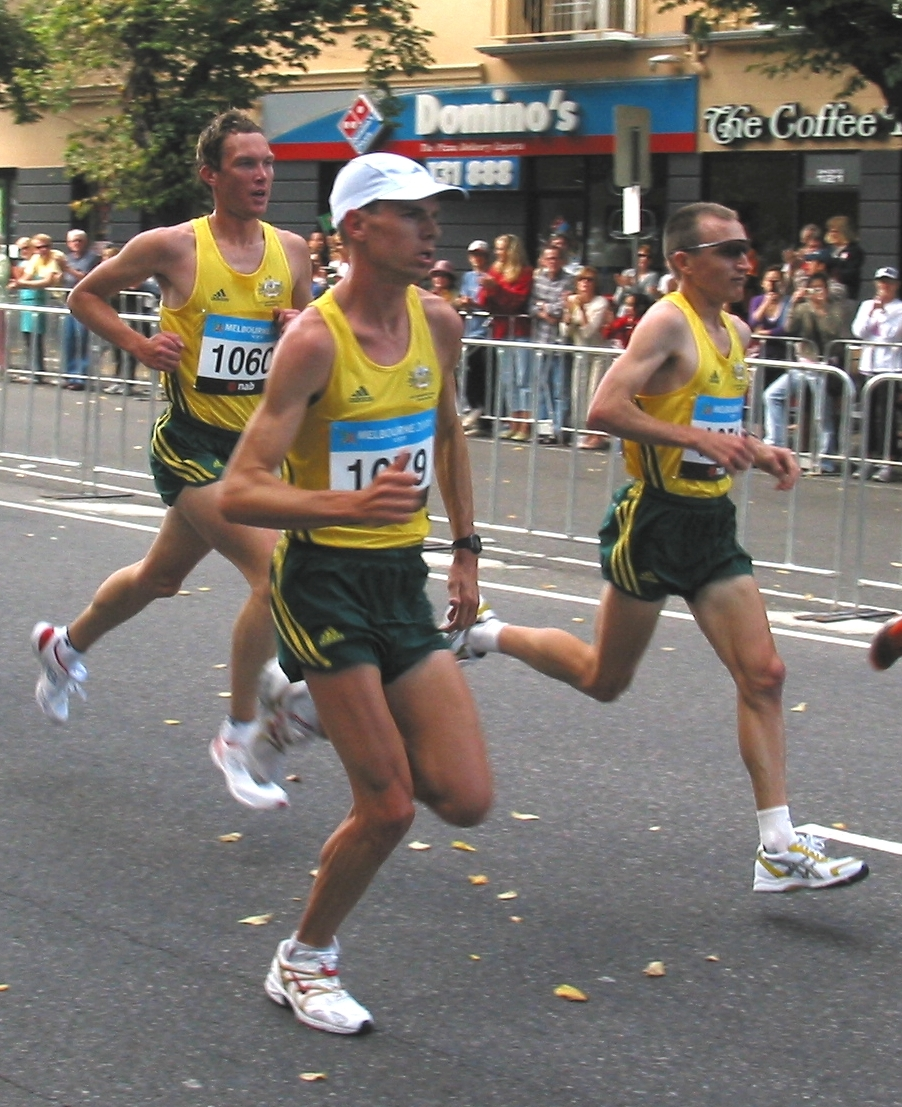
Shane Nankervis (Nr. 1060) – Platz 55
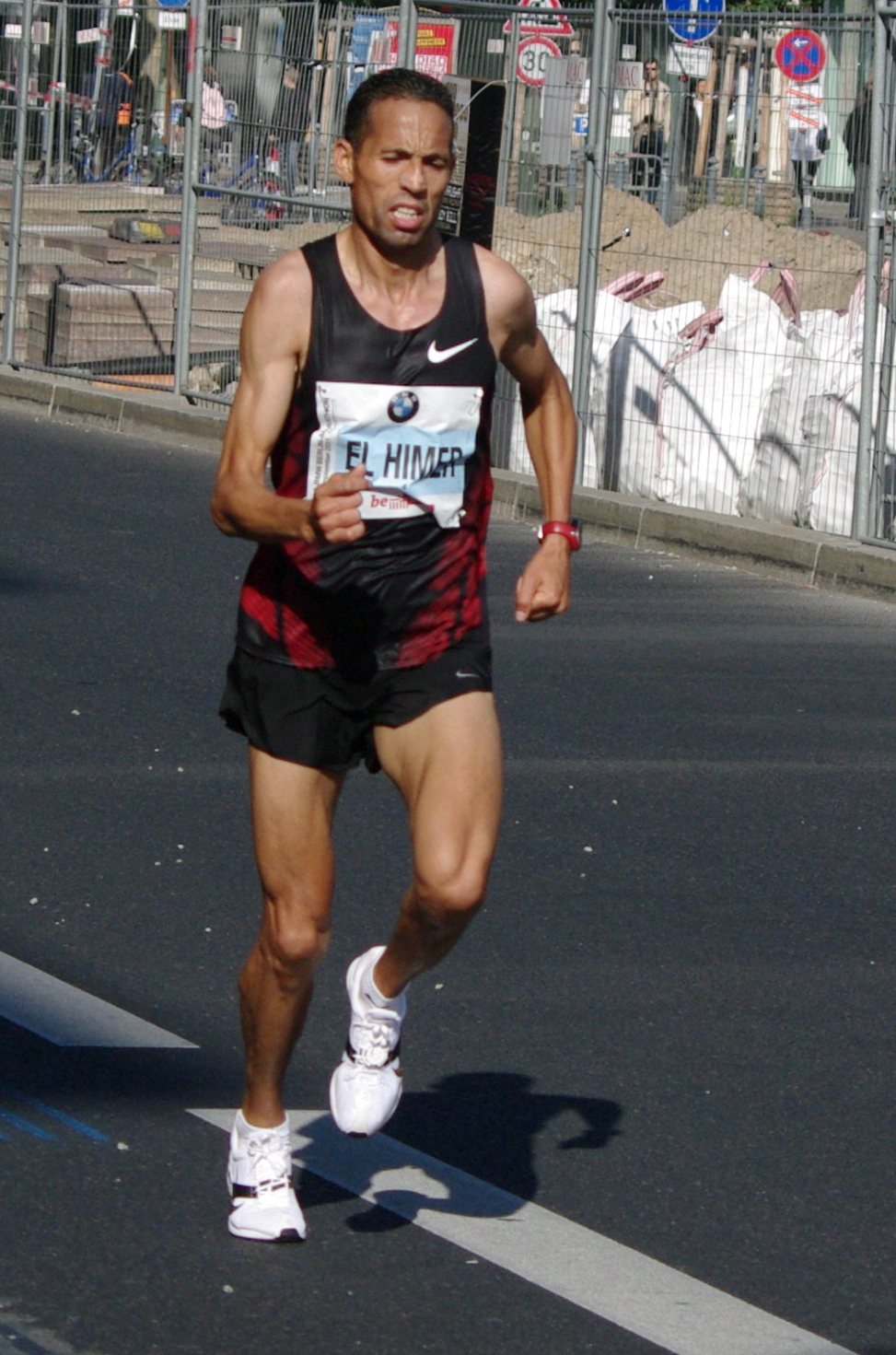
Driss El Himer – Platz sechzig
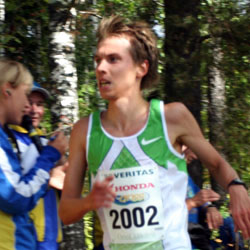
Jussi Utriainen – Platz 65
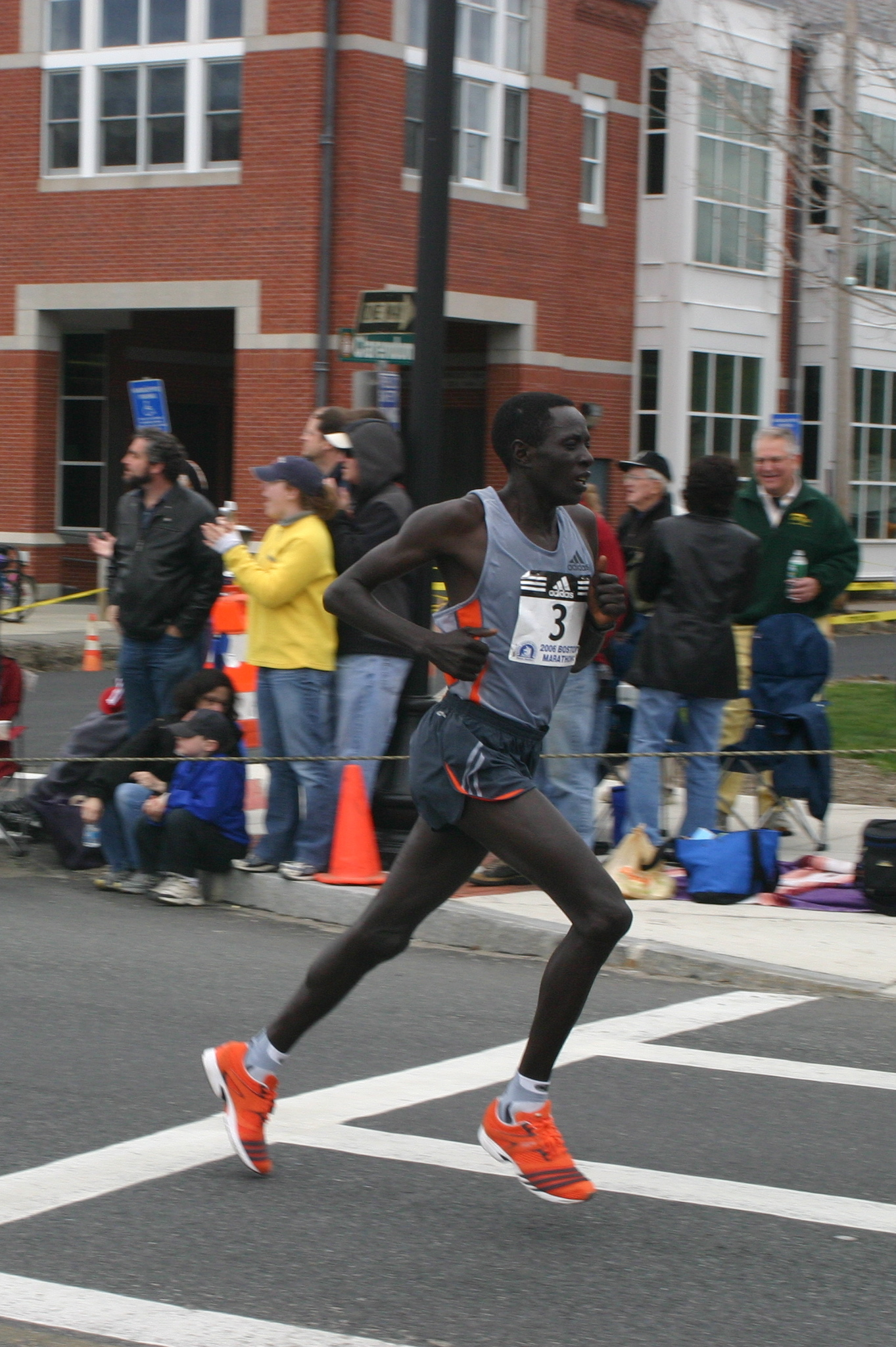
William Kiplagat – Rennen nicht beendet
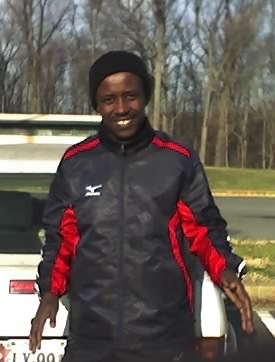
Gezahegne Abera – Rennen nicht beendet

## Video
- 2003 Paris World Championships Marathon auf youtube.com, abgerufen am 3. September 2020